# Hesbaye
Hesbaye (fr.) neboli Haspengouw (niz.) je oblast v Belgii, zasahující na území provincií Lutych, Limburk, Vlámský Brabant, Valonský Brabant a Namur.

Vesnice v oblasti Hesbaye

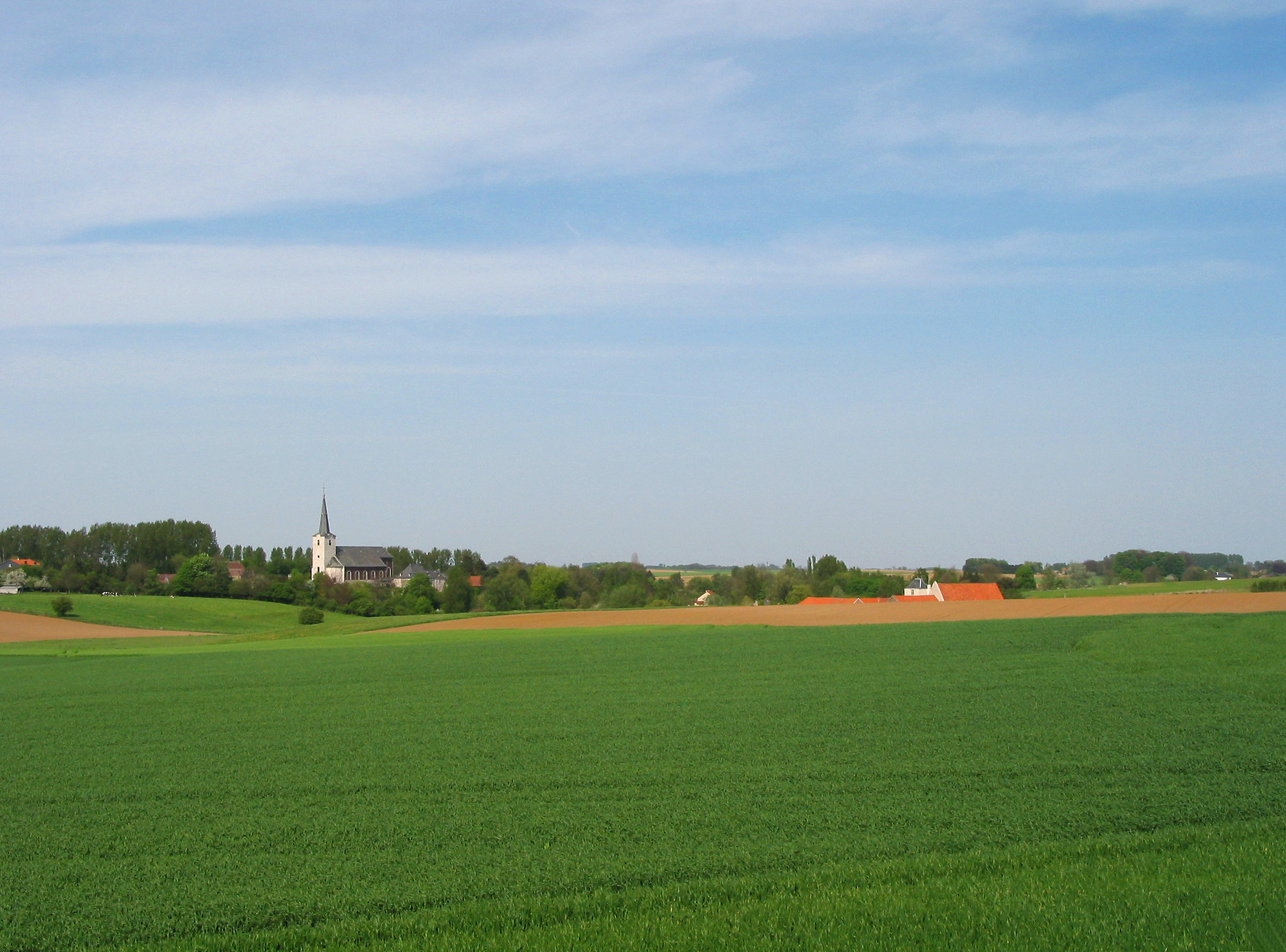
Vesnice Mélin v Hesbaye

Leží přibližně mezi Tienenem a Mázou a mezi Tongerenem a Gembloux.
Na jihu ji vymezuje oblast Condroz.
Jak francouzský, tak nizozemský název této oblasti pochází z latinského názvu karolínského pagu Haspinga.
Francouzské přídavné jméno od Hesbaye je hesbignon.
Hlavní město této oblasti je Waremme a mezi další města a obce patří Jodoigne, Éghezée, Tienen, Perwez nebo ještě Tongeren.
Oblast spočívá zejména na vápencových horninách, které jsou překryty silnou vrstvou spraší (návějí ledovcového původu).
Území se téměř zcela využívá k intenzivnímu zemědělství, zejména pěstování obilnin a cukrové řepy.
Západní část Hesbaye bývá označována jako „vlhká“ a východní část jako „suchá“.
V suché Hesbaye se totiž nachází velmi málo vodních toků (kromě řeky Jeker a několika jejích přítoků) kvůli křídovému podloží.